# MTV Europe Music Awards 2013

Logo der MTV Europe Music Awards 2013

Die MTV Europe Music Awards 2013 (auch EMAs 2013) fanden am 10. November 2013 im Ziggo Dome in Amsterdam, Niederlande statt. Moderiert wurde die Show von Redfoo vom US-amerikanischen Electro-/Hip-Hop-Duo LMFAO.
Die Nominierten wurden am 17. September 2013 von Will Ferrell in seiner Rolle des Nachrichtensprechers Ron Burgundy bekanntgegeben. Die meisten Nominierungen erhielten Justin Timberlake sowie die Newcomer Macklemore & Ryan Lewis, die in jeweils fünf Kategorien nominiert waren. Lady Gaga, Robin Thicke, Justin Bieber und Miley Cyrus waren jeweils viermal nominiert. Eminem erhielt den Global Icon Award und den Award für den besten Hip-Hop-Act.
In Deutschland wurde die Sendung am 10. November 2013 um 21 Uhr auf MTV Germany (Pay-TV) und VIVA Deutschland (Free TV) sowie via Livestream auf der Webseite tv.mtvema.com ausgestrahlt.

## Auszeichnungen

### Bester Song
- Daft Punk (featuring Pharrell Williams) – Get Lucky
- Macklemore & Ryan Lewis (featuring Wanz) – Thrift Shop
- Bruno Mars – Locked Out of Heaven
- Rihanna – Diamonds
- Robin Thicke (featuring T.I. & Pharrell Williams) – Blurred Lines

### Bester Live-Act
- Beyoncé
- Green Day
- Pink
- Taylor Swift
- Justin Timberlake

### Bester Pop-Act
- Justin Bieber
- Miley Cyrus
- One Direction
- Katy Perry
- Taylor Swift

### Bester Newcomer
- Bastille
- Icona Pop
- Imagine Dragons
- Macklemore & Ryan Lewis
- Rudimental

### Beste Künstlerin
- Miley Cyrus
- Selena Gomez
- Lady Gaga
- Katy Perry
- Taylor Swift

### Bester Künstler
- Justin Bieber
- Eminem
- Jay-Z
- Bruno Mars
- Justin Timberlake

### Bester Hip-Hop-Act
- Drake
- Eminem
- Jay-Z
- Macklemore & Ryan Lewis
- Kanye West

### Bester Rock-Act
- Black Sabbath
- Green Day
- The Killers
- Kings of Leon
- Queens of the Stone Age

### Bestes Video
- Miley Cyrus – Wrecking Ball
- Lady Gaga – Applause
- Robin Thicke (featuring T.I. & Pharrell Williams) – Blurred Lines
- 30 Seconds to Mars – Up in the Air
- Justin Timberlake – Mirrors

### Bester Alternative-Act
- Arctic Monkeys
- Fall Out Boy
- Franz Ferdinand
- Paramore
- 30 Seconds to Mars

### Beste World-Stage-Performance
- The Black Keys
- Fun
- Garbage
- Green Day
- Jessie J
- Alicia Keys
- The Killers
- Linkin Park
- Macklemore & Ryan Lewis
- Jason Mraz
- No Doubt
- Rita Ora
- Paramore
- Robin Thicke
- Snoop Lion

### Bester Look
Präsentiert von Ellie Goulding
- Lady Gaga
- Rita Ora
- Harry Styles
- Justin Timberlake
- Rihanna

### Bester Electronic-Act
- Afrojack
- Avicii
- Daft Punk
- Calvin Harris
- Skrillex

### Bester Push-Act
- A$AP Rocky
- Iggy Azalea
- Bastille
- Icona Pop
- Imagine Dragons
- Karmin
- Austin Mahone
- Bridgit Mendler
- Tom Odell
- Rudimental
- Twenty One Pilots

### Biggest Fans
Präsentiert von Dizzee Rascal
- Justin Bieber
- Lady Gaga
- One Direction
- 30 Seconds to Mars
- Tokio Hotel

### World Wide Act
Präsentiert von Jared Leto
- Lena
- Bednarek
- Marco Mengoni
- / One Direction
- Ahmed Soultan
- Exo
- Chris Lee
- Fresno
- Cody Simpson
- Justin Bieber

### Global Icon
Präsentiert von Ron Burgundy
- Eminem

## Kontinentale Nominierungen für den World Wide Act

### Mitteleuropa
- Stromae
- Lena
- Kensington
- Bastian Baker

### Osteuropa
- Frenkie
- Ivan & The Parazol
- The Ultras
- Bednarek
- Smiley
- Semfira
- Celeste Buckingham

### Südeuropa
- Marco Mengoni
- Shaka Ponk
- Demy
- Filipe Pinto
- Auryn

### Nordeuropa
- Jimilian
- / One Direction
- Isac Elliot
- Admiral P
- Avicii

### Afrika, Mittlerer Osten und Indien
- Locnville
- Ahmed Soultan
- Yo Yo Honey Singh

### Japan und Korea
- Momoiro Clover Z
- Exo

### Südostasien – China – Hongkong – Taiwan
- My Tam
- Chris Lee
- Show Lo

### Australien und Neuseeland
- Cody Simpson
- Lorde

### Lateinamerika
- Airbag
- Fresno
- Paty Cantú
- Anna Carina

### Nordamerika
- Justin Bieber
- Miley Cyrus

## Regionale Auszeichnungen

### Europa

#### Vereinigtes Königreich und Irland
- Ellie Goulding
- Calvin Harris
- Olly Murs
- /  One Direction
- Rudimental[1]

#### Dänemark
- Jimilian
- Medina
- Nik & Jay
- Panamah
- Shaka Loveless[2]

#### Finnland
- Anna Puu
- Elokuu
- Haloo Helsinki!
- Isac Elliot
- Mikael Gabriel[3]

#### Norwegen
- Admiral P
- Envy
- Madcon
- Maria Mena
- Truls[4]

#### Schweden
- Avicii
- Icona Pop
- John de Sohn
- Medina
- Sebastian Ingrosso[5]

#### Deutschland
- Cro
- Frida Gold
- Lena
- Sportfreunde Stiller
- Tim Bendzko[6]

#### Italien
- Emma
- Fedez
- Marco Mengoni
- Max Pezzali
- Salmo[7]

#### Niederlande
- Afrojack
- Armin Van Buuren
- Kensington
- Nicky Romero
- Nielson[8]

#### Belgien
- Lazy Jay
- Netsky
- Ozark Henry
- Stromae
- Trixie Whitley[9]

#### Frankreich
- C2C
- Daft Punk
- Maitre Gims
- Shaka Ponk
- Tal[10]

#### Polen
- Bednarek
- Dawid Podsiadło
- Donatan
- Ewelina Lisowska
- Margaret[11]

#### Spanien
- Pablo Alborán
- Anni B Sweet
- Auryn
- Fangoria
- Lori Meyers[12]

#### Russland / Ukraine
- Basta
- Ivan Dorn
- Nyusha
- Yolka
- Semfira[13]

#### Rumänien
- Antonia
- Corina
- Loredana Groza
- Smiley
- What's Up[14]

#### Portugal
- Filipe Pinto
- Monica Ferraz
- Os Azeitonas
- Richie Campbell
- The Gift[15]

#### Adria
- Filip Dizdar
- Frenkie
- Katja Šulc
- S.A.R.S.
- Svi na pod![16]

#### Ungarn
- Hősök
- Ivan & The Parazol
- Karanyi
- Punnany Massif
- The hated tomorrow[17]

#### Griechenland
- Demy
- Goin' Through
- Michalis Hatzigiannis & Midenistis
- Pink Noisy
- Sakis Rouvas[18]

#### Israel
- Ester Rada
- Hadag Nahash
- Ido B & Zooki
- Roni Daloomi
- The Ultras[19]

#### Schweiz
- Bastian Baker
- DJ Antoine
- Remady & Manu-L
- Steff la Cheffe
- Stress[20]

#### Tschechien und Slowakei
- Ben Cristovao
- Celeste Buckingham
- Charlie Straight
- Ektor & DJ Wich
- Peter Bič Project[21]

### Afrika und Mittlerer Osten

#### Afrika
- Fuse ODG
- Locnville
- Mafikizolo
- P-Square
- Wizkid[22]

#### Mittlerer Osten
- Ahmed Soultan
- Hamdan Al Abri
- Juliana Down
- Lara Scandar
- Rakan[23]

### Asien

#### Indien
- Amit Trivedi
- A. R. Rahman
- Mithoon
- Pritam
- Yo Yo Honey Singh[24]

#### Japan
- Exile
- Kyary Pamyu Pamyu
- Miyavi
- Momoiro Clover Z
- One Ok Rock[25]

#### Korea
- B.A.P
- Boyfriend
- Exo
- Sistar
- U-KISS[26]

#### China und Hongkong
- Chris Lee
- Eason Chan
- Jane Zhang
- Khalil Fong
- Sun Nan[27]

#### Südostasien
- Hafiz
- Noah
- Olivia Ong
- Sarah Geronimo
- Slot Machine
- My Tam[28]

#### Taiwan
- Jam Hsiao
- JJ Lin
- Rainie Yang
- Show Lo
- Vanness Wu[29]

### Australien und Neuseeland

#### Australien
- Cody Simpson
- Empire of the Sun
- Flume
- Iggy Azalea
- Timomatic[30]

#### Neuseeland
- David Dallas
- Lorde
- Shapeshifter
- Stan Walker
- The Naked and Famous[31]

### Lateinamerika

#### Brasilien
- Emicida
- Fresno
- P9
- Pollo
- Restart[32]

#### Nord-Lateinamerika
- Danna Paola
- Jesse & Joy
- León Larregui
- Paty Cantú
- Reik[33]

#### Zentral-Lateinamerika
- Anna Carina
- Cali & El Dandee
- Javiera Mena
- Maluma
- Pescao Vivo[34]

#### Süd-Lateinamerika
- Airbag
- Illya Kuryaki and the Valderramas
- No Te Va Gustar
- Rayos Laser
- Tan Biónica[35]

### Nordamerika

#### Kanada
- Deadmau5
- Drake
- Justin Bieber
- Tegan and Sara
- The Weeknd[36]

#### USA
- Bruno Mars
- Justin Timberlake
- Macklemore & Ryan Lewis
- Miley Cyrus
- Robin Thicke[37]

## Live-Auftritte
- Miley Cyrus – We Can't Stop, Wrecking Ball
- Robin Thicke feat. Iggy Azalea – Blurred Lines, Feel Good
- Imagine Dragons – Radioactive
- Katy Perry – Unconditionally
- The Killers – Shot at the Night, Mr. Brightside
- Snoop Dogg, 7 Days of Funk & Afrojack – Gin and Juice
- Icona Pop – I Love It
- Bruno Mars – Gorilla
- Kings of Leon – Beautiful War
- Eminem – Berzerk, Rap God
- Ylvis – The Fox (What Does the Fox Say?)

## Präsentatoren
- Ellie Goulding
- Iggy Azalea
- Ariana Grande
- Carice van Houten
- Colton Haynes
- Jared Leto
- Rita Ora
- Bridgit Mendler
- R.J. Mitte
- Dizzee Rascal
- Ron Burgundy